# 張澄基
張澄基（1920年—1988年），生於中華民國湖北省安陸，藏傳佛教學者，精通英文、藏文與梵文。移民美國，曾參與創建美國佛教會，是最早在美國弘傳佛教的居士之一。

## 生平
其父張篤倫，畢業於保定陸軍速成學堂，曾參與中國同盟會，為陳其美下屬。其父母皆為虔誠佛教徒，張澄基自幼信奉佛教。1934年，在南京就讀中學，開始研讀佛經。1935年決心放棄學業，致力於學佛。他先隨一名居士至廬山佛寺閉關，隔年，決定至西藏學習藏傳佛教。當時其父擔任蒙藏委員會委員，安排他至四川貢噶山雪山寺，拜貢噶仁波切為師，學習藏傳噶舉派，在貢噶山居住了八年。
1945年，對日抗戰結束，他從四川回到湖北。1947年，應印度國際大學校長譚雲山之邀，至印度講學。1948年返國，與于右任之么女于念慈，在漢口結婚。1949年，因國共內戰，與其妻再赴印度。1950年，在印度結識沈家楨，兩人成為好友。
1951年，與其妻至美國紐約，任教於紐約新學院（New School for Social Research），隨後轉往內布拉斯加大學林肯分校。1966年，至賓夕法尼亞州立大學任教。張澄基在四川時學會藏文，至美國時，進修學會梵文。
1988年，逝世於美國喬治亞州瑪麗埃塔。

## 著作
- 密勒日巴尊者傳[1]
- 佛學今詮[2]
- 岡波巴大師全集選譯[3]
- 甚麼是佛法[4]